# 구창원
구창원(舊昌原)은 창원시 중 통합 이전의 창원시 지역을 말한다. 의창구와 성산구로 나뉘었다.

## 같이 보기
- 구성남